# ویلیام دبلیو. ایتون
ویلیام دبلیو. ایتون (به انگلیسی: William Wallace Eaton) سناتور سابق عضو حزب دموکرات ایالات متحده آمریکا بود. وی در سال ۱۸۷۵ تا ۱۸۸۱ میلادی سناتور ایالت کنتیکت در سنای ایالات متحده آمریکا بود.